# Oxymercurierung
Die Oxymercurierung (auch: Hofmann-Sand-Reaktion) ist ein Verfahren, um Alkene hoch selektiv in Alkohole nach der Markownikow-Regel zu überführen.
Bei der Oxymercurierung wird Wasser unter Zuhilfenahme von Quecksilber(II)-acetat an ein Alken angelagert. Diese Hydratisierung ähnelt der Anlagerung von Halogenwasserstoffsäuren an Alkenen und gehört zu dem Reaktionstyp der elektrophilen Addition.

## Durchführung
Das Alken wird mit Wasser und Quecksilberacetat umgesetzt. Meist wird als Lösungsmittel Tetrahydrofuran verwendet, das alle Komponenten lösen kann. Der entstehende Quecksilberalkohol wird mit Natriumborhydrid und Natronlauge zum Alkohol reduziert.
Die Oxymercurierung ergibt allgemein sehr gute Ausbeuten unter sehr milden Bedingungen.
Analog lassen sich auch Alkohole, Amine oder andere Nukleophile anlagern. So kann an Stelle von Wasser z. B. auch der Alkohol einer Seitenkette intramolekular angreifen und einen cyclischen Ether bilden.

## Mechanismus
Quecksilber(II)-acetat dissoziiert in Wasser teilweise zu H3C–COO−, H3C–COOHg+ und Hg2+. Das H3C–COOHg+-Ion lagert sich an die Doppelbindung des Alkens an und bildet ein Mercuriniumion. An dieses wird Alkohol (R = Alkyl, Aryl) oder Wasser (R = H) addiert, woraus sich ein Quecksilberether (R = Alkyl, Aryl) oder Quecksilberalkohol (R = H) bildet:
Der H3C–COOHg+-Rest am Ether (oder Alkohol, wenn R ein Wasserstoffatom ist) lässt sich mit Natriumborhydrid und Natriumhydroxid-Lösung abspalten. Hierbei entstehen Acetationen, Quecksilber und der gewünschte Ether (R = Alkyl, Aryl) oder Alkohol (R = H):

## Kritik
Die Oxymercurierung ist wegen der geringen Atomökonomie der Reaktion und der toxischen Eigenschaften von organischen Quecksilberverbindungen für industrielle Anwendungen ungeeignet. Deshalb beschränkt sich die Anwendung der Reaktion auf den Labormaßstab. Eine Alternative bieten Epoxidierungen, die auch im industriellen Maßstab unter Katalyse in ausreichenden Ausbeuten ablaufen.